# Тілопо жовтогрудий
Тілопо жовтогрудий (Ptilinopus merrilli) — вид голубоподібних птахів родини голубових (Columbidae). Ендемік Філіппін. Вид названий на честь американського ботаніка Елмера Дрю Мерілла.

## Опис
Довжина птаха становить 33 см. Виду не притаманний статевий диморфізм. Голова, шия і груди світло-сірі, решта верхньої частини тіла яскраво-зелена. Груди відділені від живота темно-зеленою смугою. Живіт кремово-жовтий, помітно світліший, ніж груди. Боки зелені. Гузка кремово-біла. Нижні покривні пера крил мають охристе забарвлення. Дзьоб черовний, кінчик дзьоба жовтий. Очі червоні, лапи червонуваті. У деяких птахів на тімені є червона плямка.

## Підвиди
Виділяють два підвиди:
- P. m. faustinoi (Manuel, 1936) — північ острова Лусон;
- P. m. merrilli (McGregor, 1916) — південь острова Лусон, сусідні острови Полілло і Катандуанес.

## Поширення і екологія
Чорнокрилі тілопо живуть у рівнинних і гірських вологих тропічних лісах. Зустрічаються на висоті до 1100 м над рівнем моря. Віддають перевагу гірським схилам і первинним тропічним лісам. Гніздо розміщується на дереві, низько над землею. В кладці одне яйце.

## Збереження
МСОП класифікує стан збереження цього виду як близький до загрозливого. Через малодослідженність виду складно підрахувати його загальну чисельність, однак дослідники вважають, що жовтогрудим тілопо загрозує знищення природного середовища, а їх популяція скорочується.